# Anaximandro
Anaximandro (en griego antiguo Ἀναξίμανδρος; Mileto, Jonia; c. 610 a. C.-c. 546 a. C.) fue un filósofo y geógrafo de la Antigua Grecia. Discípulo y continuador de Tales, además compañero y maestro de Anaxímenes, consideró que el principio de todas las cosas era lo ápeiron.
Se le atribuye solo un libro, conocido con el título Sobre la Naturaleza. El libro se ha perdido y su palabra ha llegado a la actualidad mediante comentarios doxográficos de otros autores. Se le atribuye también una carta terrestre, la medición de los solsticios y equinoccios por medio de un gnomon, trabajos para determinar la distancia y tamaño de las estrellas y la afirmación de que la Tierra es cilíndrica y ocupa el centro del universo.

## Biografía

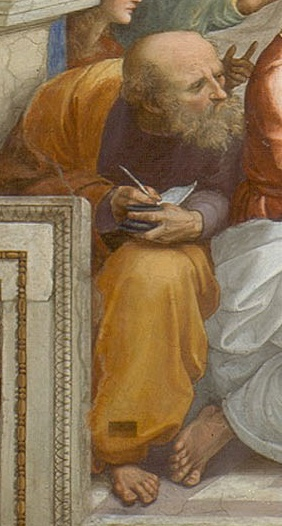
Anaximandro, detalle en La escuela de Atenas.

Anaximandro, hijo de Praxíades, nació en Mileto durante el tercer año de la 42.ª Olimpiada (610 a. C.). Según Apolodoro de Atenas, tenía la edad de 64 años durante el segundo año de la 58.ª Olimpiada (547-546 a. C.) y murió poco tiempo después, habiendo vivido principalmente en la época de Polícrates, tirano de Samos (538-522 a. C.).
Compatriota y alumno del Tales, también parece que fue uno de sus parientes (según la Suda). La muerte de Anaximandro fue contemporánea al nacimiento de Heráclito.
En sus Discursos, Temistio menciona que Anaximandro habría sido «el primero de los griegos conocidos en publicar una obra escrita sobre la naturaleza» y, por este mismo hecho, sus textos habrían estado entre los primeros documentos griegos escritos en prosa.
Sin embargo no existe ninguna mención de sus textos antes de Aristóteles, y por esa razón se supone a veces que, en tiempos de Platón, su filosofía había caído en el olvido; fue Aristóteles quien la redescubrió, y es debido a Aristóteles, a Teofrasto y a varios doxógrafos que sus fragmentos han sido conservados. Teofrasto escribió que Anaximandro fue el primero en llamar «mundo» al universo.
Las Vidas, opiniones y sentencias de los filósofos más ilustres de Diógenes Laercio cuentan que Anaximandro, cantando en cierta ocasión, se le burlaron los muchachos, y habiéndolo advertido, dijo: «Es menester cantar mejor por causa de los muchachos».
De acuerdo con Eliano, los milesios le habrían encargado dirigir una colonia en Apolonia, en la costa tracia del Ponto Euxino, lo cual hace pensar que fue un ciudadano de cierta notoriedad. Explica Eliano, en la Varia Historia, que los filósofos dejaban a veces la comodidad de sus pensamientos para ocuparse de asuntos políticos. Es muy probable que fuera enviado en calidad de legislador para aportar una constitución o incluso para mantener allí el poder en nombre de Mileto.

## Pensamiento
Anaximandro fue considerado por la mayoría de los autores de la Antigüedad como el primer pensador en adoptar una visión naturalista de las cosas. Así, sus contribuciones abrieron el camino al estudio de la física, la geografía, la meteorología y la biología tal y como las conocemos, y ayudaron a cambiar la forma de pensar el mundo. En este sentido se le considera como el iniciador de un cambio de paradigma en el conocimiento, basado en la investigación racional de la naturaleza.

### La cuestión delarjé
Para Anaximandro, el arjé es lo ápeiron (de a: partícula privativa; y peras:, ‘límite, perímetro’), es decir, lo indefinido, indeterminado e ilimitado. Lo que es principio de determinación de toda realidad ha de ser indeterminado, y precisamente ápeiron designa de manera abstracta esta cualidad. Lo ápeiron es eterno, siempre activo y semoviente. Este es inmortal, indestructible, ingénito e imperecedero y de él se engendran todas las cosas. Todo sale y todo vuelve al ápeiron según un ciclo necesario. De él se separan las sustancias opuestas entre sí en el mundo y, cuando prevalece la una sobre la otra, se produce una reacción que restablece el equilibrio según la necesidad, pues se pagan mutua pena y retribución por su injusticia según la disposición del tiempo.
De Anaximandro se conserva este texto, que es el texto filosófico más antiguo que se ha mantenido con el tiempo y que, según dice Temistio, es el primer texto griego escrito en prosa:
El principio (arjé) de todas las cosas es lo indeterminado (ápeiron). Ahora bien, allí mismo donde hay generación para las cosas, allí se produce también la destrucción, según la necesidad; en efecto, pagan las culpas unas a otras y la reparación de la injusticia, según el orden del tiempo. Anaximandro.
La «injusticia» puede tener dos sentidos. Primero, que toda existencia individual y todo devenir sea una usurpación contra el arché, en cuanto que nacer, individuarse, es separarse de la unidad primitiva. Y segundo, que los seres que se separan del arché estén condenados a oponerse entre sí, a cometer injusticia unos con otros: el calor comete injusticia en verano y el frío en invierno. El devenir está animado por la unilateralidad de cada parte, expresada ante las otras como una oposición.

### Cosmología

Aspecto probable del perdido primer mapa del Mundo, ideado por Anaximandro.

En Anaximandro se encuentra ya una cosmología que describe la formación del cosmos por un proceso de rotación que separa lo caliente de lo frío. El fuego ocupa la periferia del mundo y puede contemplarse por esos orificios que llamamos estrellas. La tierra, fría y húmeda, ocupa el centro.
Postula Anaximandro que los opuestos se encuentran unidos en lo ápeiron, y se separan para formar todas las cosas nivelados por ciertos ciclos de dominancia de cada uno. Así, el mundo se formó cuando se separó lo frío de lo caliente, se formó la Tierra (fría) rodeada por una capa ígnea y otra capa de aire interior. Esta capa se rompió (de alguna manera) y esta desestabilización produjo el nacimiento del Sol, la Luna y las estrellas. El Sol y la Luna son comprendidos como anillos de fuego y aire que circundan la Tierra; El Sol es 27 o 28 veces mayor (en diámetro) que la Tierra, y la Luna 18 veces. Sin embargo, solo vemos una parte de estos astros, mediante unos orificios en la bóveda celeste. Sobre las estrellas y los planetas no existe claridad. A los radios de estos anillos o ruedas que sujetan las estrellas, la Luna y el Sol les asigna distintas magnitudes numéricas, colocándolos a diferentes distancias de la Tierra; el filósofo milesio rompe así con la idea tradicional de que existía una bóveda o cúpula celeste —como límite superior del mundo— por la que se desplazaban los astros, y es capaz de intuir la profundidad del cielo e introducir por primera vez la idea del cosmos como un espacio abierto.
Anaximandro observa empíricamente un descenso de las aguas en las zonas geográficas que conoce, y de ahí deduce que «la Tierra se está secando». Esto podría entenderse como la «reivindicación» de lo caliente y seco (cielo, Sol, Luna) frente a lo húmedo y frío (mundo conocido), indicando que pronto se cambiarán los papeles.
Para Anaximandro, la Tierra tiene forma de cilindro o tambor. Pero el concepto revolucionario que expuso por vez primera fue el presentar a nuestro planeta como un cuerpo finito que flota en equilibrio sobre el espacio; es decir, tanto por encima como por debajo de la Tierra hay cielo. Esta idea ha sido calificada de revolucionaria para la evolución del pensamiento científico; en palabras del filósofo de la ciencia Karl Popper: «Esta idea de Anaximandro es una de las ideas más audaces, revolucionarias y portentosas de toda la historia del pensamiento humano [...] abrió el camino hacia las teorías de Aristarco, Copérnico, Kepler y Galileo».

### Física
Respecto a los fenómenos atmosféricos y terrestres, buscó su explicación en términos naturalistas, sin otorgar ningún papel causal en ellos a los mitos y los dioses. Según Hipólito, «[Anaximandro sostiene que] las lluvias nacen del vapor que brota de las cosas que están debajo del Sol»; Aecio y Séneca nos han transmitido que «[sobre los truenos, relámpagos, rayos, huracanes y tifones] Anaximandro dice que todos estos fenómenos acontecen a causa del viento»; Aecio también dice: «Los vientos surgen cuando se separan los vapores más sutiles del aire y se ponen en movimiento al juntarse». Y así muchas otras fuentes como Amiano Marcelino, que ha dejado constancia de la explicación de Anaximandro acerca de la ocurrencia de los terremotos.
La originalidad de estas teorías explicativas radica en su total asunción de la naturaleza física de los fenómenos meteorológicos, siendo el primer autor del que tenemos constancia que se refirió al origen de los mismos de esta manera, sin considerar las explicaciones religiosas tradicionales.

### Generación de las especies
Los primeros animales surgieron del agua o del limo calentado por el Sol; del agua pasaron a la tierra. Los hombres descienden de los peces, idea que es una anticipación de la teoría moderna de la evolución.
Mediante pura observación metódica concluye que la vida debió haber empezado en el agua, con «seres envueltos en cortezas espinosas» (Aecio) o escamas. El Sol fue evaporando «lo húmedo», y en esta especie de limo, surgieron los hombres a partir de estas primeras criaturas. El hombre para Anaximandro (según dice Plutarco) es demasiado débil para haber subsistido como tal en épocas más hostiles; por esto necesariamente debe provenir de animales parecidos a los peces, que tenían una mayor protección y, a su vez, ofrecían protección y cobijo a sus crías durante mucho tiempo después de su nacimiento.

## Fragmentos y testimonios de Anaximandro

### Cronología
- (D-K 12 A 1) D. Laercio, II 2: Apolodoro de Atenas... en sus Crónicas dice que [Anaximandro] tenía sesenta y cuatro años en el segundo año de la Olimpíada 58.ª (547-546 a. C.), y murió poco después; de modo que alcanzó su acmé aproximadamente en el tiempo de Polícrates, tirano de Samos.
- (D-K 12 A 11) Hipólito, Ref. I 6, 1-7: De Tales se hizo discípulo Anaximandro... Anaximandro de Mileto, hijo de Praxíades... nació en el tercer año de la Olimpiada 42.ª (610 a. C.).

### Escritos. El primer libro en prosa
- (D-K 12 A 7) Temistio, Orat. 36 p. 317: [Anaximandro] fue el primero de los griegos que conocemos que se atrevió a publicar un tratado en prosa sobre la naturaleza.
- (D-K 12 A 2) Suda: "escribió Sobre la naturaleza", un Perímetro de la Tierra, Sobre las estrellas fijas, una Esfera celeste y algunas otras...

### Inventos y anécdotas
- (D-K 12 A 1) D. Laercio, II, 1-2: Anaximandro, hijo de Praxíades de Mileto, dijo que el principio y el elemento es lo indefinido, sin distinguir el aire, el agua o cualquier otra cosa... fue también el primero en inventar un gnomon y lo colocó sobre los relojes de Sol en Lacedemonia, según dice Favorino en su Historia varia, para marcar los solsticios y equinoccios, y construyó relojes. Fue el primero en trazar el perímetro de la Tierra y el mar y construyó también una esfera celeste.
- (D-K 12 A 3) Heródoto, II, 109: Los griegos adquirieron de los babilonios el conocimiento de la esfera celeste, del gnomon, y de las doce partes del día.
- (D-K 12 A 6) Agatémero, Geographiae informatio, I, 1: Anaximandro de Mileto, discípulo de Tales, fue el primero que se atrevió a dibujar la tierra habitada en una tablilla. Después de él, Hecateo de Mileto, hombre que viajó mucho, lo perfeccionó, de modo que produjo admiración.
- (D-K 12 A 6) Estrabón, I, 7: Eratóstenes dice que los primeros [estudiosos de la geografía] después de Homero fueron dos: Anaximandro, amigo y conciudadano de Tales, y Hecateo de Mileto. El primero publicó un mapa geográfico, en tanto que Hecateo dejó un bosquejo que se puede creer que era suyo por el resto de sus escritos.
- (D-K 12 A 5.ª) Cicerón, De divinitate, I, 50, 112: Los lacedemonios fueron avisados por el físico Anaximandro de que abandonaran la ciudad y las casas y pasaran la noche preparados en el campo, porque estaba cerca un terremoto. En aquella ocasión la ciudad entera se derrumbó y la cumbre del monte Taigeto se resquebrajó como la popa de una nave.
- (D-K 12 A 3) Ael., Hist. Varias III, 17: Y Anaximandro fue puesto al frente de la colonia de Mileto en Apolonia.

### Lo «ápeiron»

#### Lo ápêiron como contenido del arché
- (D-K 12 A 9) Simplicio, Fís. 24, 13-25: entre los que dicen que es uno, en movimiento e infinito, Anaximandro de Mileto, hijo de Praxíades, que fue sucesor y discípulo de Tales, dijo que el principio y elemento de todas las cosas existentes era lo ápeiron [indefinido o infinito], y fue el primero que introdujo este nombre de «Arché» o principio. Afirma que este no es agua ni ningún otro de los denominados elementos, sino alguna otra naturaleza ápeiron, a partir de la cual se generan todos los cielos y los mundos que hay en ellos. Ahora bien, a partir de donde hay generación para las cosas, hacia allí también se produce la destrucción, «según la necesidad; en efecto, se pagan mutuamente culpa y retribución por su injusticia, de acuerdo con la disposición del tiempo», hablando así de estas cosas en términos más bien poéticos.[31]
- (D-K 12 A 10) Ps. Plutarco, Strom., 2: Anaximandro, compañero de Tales, dice que lo ápeiron es la causa entera de la generación y destrucción de todo.
- (D-K 12 A 11) Hipólito, Ref., I 6, 2: Anaximandro... este dijo que el principio y elemento de las cosas es lo ápeiron, siendo el primero que utilizó este nombre de principio.
- (12 A 14) Aecio, I, 3, 3: Anaximandro... dijo que el principio de las cosas es lo ápeiron, pues a partir de él se generan todas las cosas y en él todas perecen.

#### Ápeiron como mezcla y como elemento intermedio
- (D-K 12 A 16) Arist., Fís. I 4, 187a: algunos piensan que de lo uno se separan los opuestos, como dicen Anaximandro y cuantos afirman que existe lo uno y lo múltiple, como Empédocles y Anaxágoras: pues ellos separan también las demás cosas a partir de la mezcla <>).
- Arist., De gen. y corr. II 1, 328b, 34-35: algunos dicen que la materia sustrato de estos [cuerpos sensibles] es una, pensando que es aire o fuego o algo intermedio (metaxù) entre estos.
- Arist., De gen. y corr. II 5, 332a, 19-25: no es de uno solo de estos [cuatro elementos] de donde proceden todas las cosas, ni tampoco de algo aparte de estos, tal como algo intermedio (méson) entre aire y agua o entre aire y fuego, más denso que el aire y el fuego, y más sutil que los otros..., de donde se sigue que no es posible que [lo intermedio] se reduzca jamás a uno solo, tal como algunos dicen de lo ápeiron y de lo abarcante.

#### El gónimos y la generación de los contrarios
- (D-K 12 A 10) Ps. Plutarco, Strom, 2: dice también que, en la generación de este cosmos, el germen (tò gónimon) de lo caliente y lo frío fue segregado de lo eterno, y que de ello surgió una esfera de llamas en torno al aire que circunda a la tierra, como una corteza en torno al árbol; al romperse [la esfera] y quedar encerradas [sus llamas] en algunos círculos, se formaron el sol, la luna y los astros.
- (D-K 12 A 9) Simplicio, Fís. 24, 23-25: [Anaximandro] no deriva la generación de la alteración del elemento, sino de la separación de los contrarios por obra del movimiento eterno. Por eso Aristóteles lo conecta con los discípulos de Anaxágoras.
- Simplicio, Fís. 150, 20-25: no explica las generaciones por alteración del sustrato, sino por separación, pues los contrarios están contenidos en el sustrato, que es un cuerpo ápeiron, y se separan, según dice Anaximandro, el primero que llamó principio al sustrato. Los contrarios son: lo caliente, lo frío, lo seco, lo húmedo, y otros.

#### Lo ápeiron como diferente de los cuatro elementos
- D-K 12 A 16) Arist., Fís. G 5, 204b: hay algunos, en efecto, que suponen que esto [lo que existe fuera de los elementos] es ápeiron, y no aire o agua, de modo que los demás elementos no sean destruidos por ser ápeiron uno de ellos, ya que los elementos son contrarios entre sí: como por ejemplo, el aire es frío, el agua húmeda, el fuego caliente; y si uno fuera ápeiron, los otros serían destruidos. Por eso dicen que aquello de lo que proceden estos es distinto.
- Simpl., Fís. 479-480: y que ninguno de los elementos puede ser ápeiron es evidente también porque Anaximandro, deseando que el elemento fuera ápeiron, no propuso que fuera aire, fuego o alguno de los cuatro elementos; porque al comportarse estos contrariamente entre sí, si alguno de ellos fuera ápeiron, sus contrarios serían destruidos por él.

### El Cosmos
- (D-K 12 A 18) Aecio, II, 15, 6: Anaximandro, Metrodoro de Quíos y Crates de Malos dicen que arriba de todo está apostado el Sol, después de él la Luna y bajo ellos las estrellas fijas y los planetas.
- (D-K 12 A 18) Aecio, II, 16, 5: Anaximandro dice que los astros son arrastrados por los círculos y las esferas sobre las cuales cabalga cada astro.
- (D-K 12 A 11) Hipólito, Ref., I 6, 4: los astros se generan como un círculo de fuego, separándose del fuego del mundo, circundado cada uno por aire... El círculo del Sol es 27 veces mayor que el de la Tierra y 18 el de la Luna.
- (D-K 12 A 21) Aecio II, 24, 2: Anaximandro dice que el eclipse de Sol se produce al obstruirse la abertura de exhalación del fuego.
- (D-K 12 A 11) Hipólito, Ref. I, 6, 3: la Tierra está suspendida en el aire, y nada la sostiene. Permanece en su sitio a causa de su equidistancia de todas las cosas.
- (D-K 12 A 10) Ps. Plutarco, Strom., 2: dice que la Tierra tiene forma cilíndrica, y su espesor (altura) es un tercio de su anchura.
- (D-K 12 A 11) Hipólito, Ref. I, 6, 3: su forma [la de la Tierra], es circular, redonda, semejante a una columna de piedra; nosotros nos movemos en una de sus superficies planas, pues hay otra antípoda.
- (D-K 12 A 25) Aecio, III, 10, 2: Anaximandro dice que la Tierra se parece a una columna de piedra.
- (D-K 12 A 27) Alejandro, In Arist. Meteor., 67, 3: en efecto, algunos de ellos dicen que el mar es un residuo de la humedad primitiva; pues el espacio que rodeaba a la tierra era húmedo. Después una parte de la humedad se evaporó a causa del sol y se convirtió en vientos, y, por ello también, en rotaciones del Sol y de la Luna,... En cuanto a la parte que quedó en las concavidades de la tierra, es mar. Por lo cual, al ser secado por el Sol, va disminuyendo y llegará un momento en que se secará totalmente. De esta opinión, según narra Teofrasto, fueron Anaximandro y Diógenes.

### Origen de los animales y del hombre
- (D-K 12 A 30) Aecio, V, 19, 4: Anaximandro dice que los primeros seres vivientes nacieron en lo húmedo, rodeados por cortezas espinosas, pero al avanzar en edad, se trasladaron a lo más seco, y al romperse la corteza, vivieron, durante un poco tiempo, una vida distinta.
- (D-K 12 A 10) Ps. Plutarco, Strom., 2: dice además que el hombre, originariamente, surgió de animales de otras especies, porque las demás especies se alimentan pronto por sí mismas, y solo el hombre necesita de un largo período de crianza. Por ello, si originariamente hubiera sido como es [ahora], no hubiera podido sobrevivir.
- (D-K 12 A 30) Censorino, 4, 7: Anaximandro de Mileto opinaba que del agua y la tierra calientes se originaron unos peces o animales similares a peces: en estos los hombres crecieron retenidos en su interior, como si fueran fetos, hasta la pubertad; solo entonces se rompieron aquellos y surgieron hombres y mujeres que ya podían alimentarse.

### Pluralidad de mundos
- (D-K 12 A 10) Ps. Plutarco, Strom., 2: Anaximandro... dice que lo ápeiron es la causa entera de la generación y destrucción de todo, a partir de lo cual —dice— se segregan los cielos y en general todos los mundos, que son infinitos.
- (D-K 12 A 17) Simplicio, Fis. 1121, 5: pues los que supusieron que los mundos eran infinitos en número, como los seguidores de Anaximandro, Leucipo y Demócrito y, después de ellos, los de Epicuro, supusieron que nacían y perecían durante un tiempo infinito, naciendo siempre unos y pereciendo otros; y afirmaban que el movimiento era eterno...
- (D-K 12 A 17) Agustín., Civ. Dei, VIII, 2: no pensó (Anaximandro) que cada cosa naciera de una sola, como Tales del agua, sino de sus propios principios, y creyó que los principios de las cosas singulares eran infinitos y daban origen a mundos innumerables y a cuantas cosas que en ellos nacen; y sostuvo que estos mundos, ora se disuelven, ora nacen otra vez, según la edad a la que cada uno pudo sobrevivir.

## Eponimia
- El cráter lunar Anaximander lleva este nombre en su memoria.[32]
- El asteroide (6006) Anaximandros también conmemora su nombre.[33]